# Sematophyllum parvifolium
Sematophyllum parvifolium là một loài rêu trong họ Sematophyllaceae. Loài này được E.B. Bartram mô tả khoa học đầu tiên năm 1960.